# Böninger & Biedermann
Böninger & Biedermann war ein deutsches Architekturbüro, das 1955 von Werner Böninger und Peter Biedermann in München gegründet wurde.

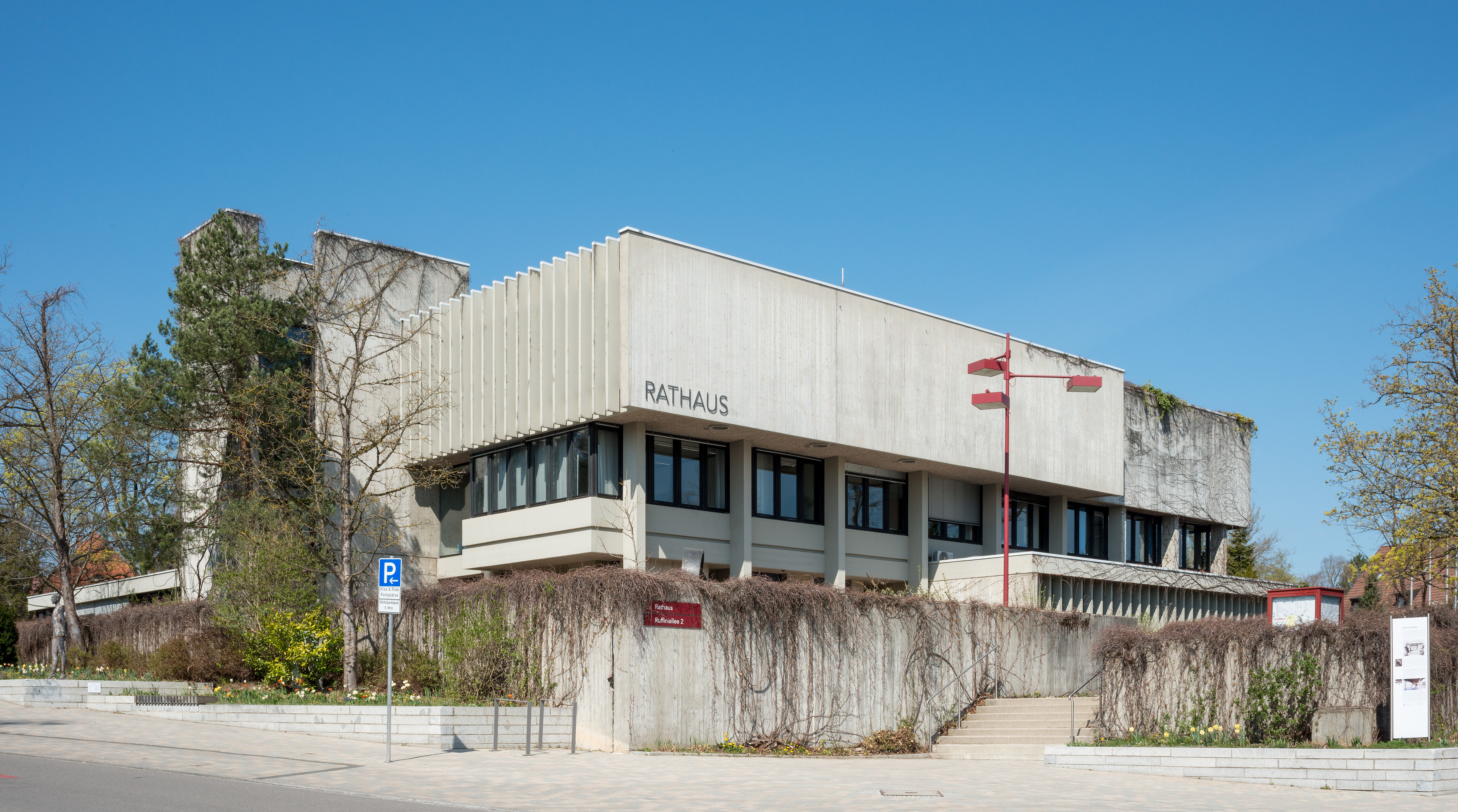
Rathaus Gräfelfing

## Partner
Werner Böninger (* 1929 in Berlin) absolvierte eine Maurerlehre und studierte von 1949 bis 1953 Architektur an der TH München. Anschließend arbeitete er bis 1955 bei Richard Riemerschmid und Alexander Freiherr von Branca in München, bevor er im selben Jahr ein eigenes Architekturbüro mit Peter Biedermann gründete.
Peter Biedermann (* 1926 in Patschkau) absolvierte eine Maurerlehre und studierte von 1949 bis 1953 Architektur an der TH München. Anschließend arbeitete er bis 1955 bei Alexander Freiherr von Branca in München, bevor er im selben Jahr ein eigenes Architekturbüro mit Werner Böninger gründete. Biedermann lehrte als Professor an der TH Rosenheim.
In den 1960er Jahren schlossen sie sich mit den Architekten Werner Fauser, Friedhelm Amslinger und Hubert Caspari zur „Gruppe 5“ zusammen, die an zahlreichen Wettbewerben (u. a. für das Zentrum Perlach) teilnahmen.
Der Vorlass liegt im Architekturmuseum der Technischen Universität München. Sie hatten auch einen Sitz in Heidelberg.

## Bauwerke
(Quelle: )
- 1957: Reihenhäuser, Düsseldorf

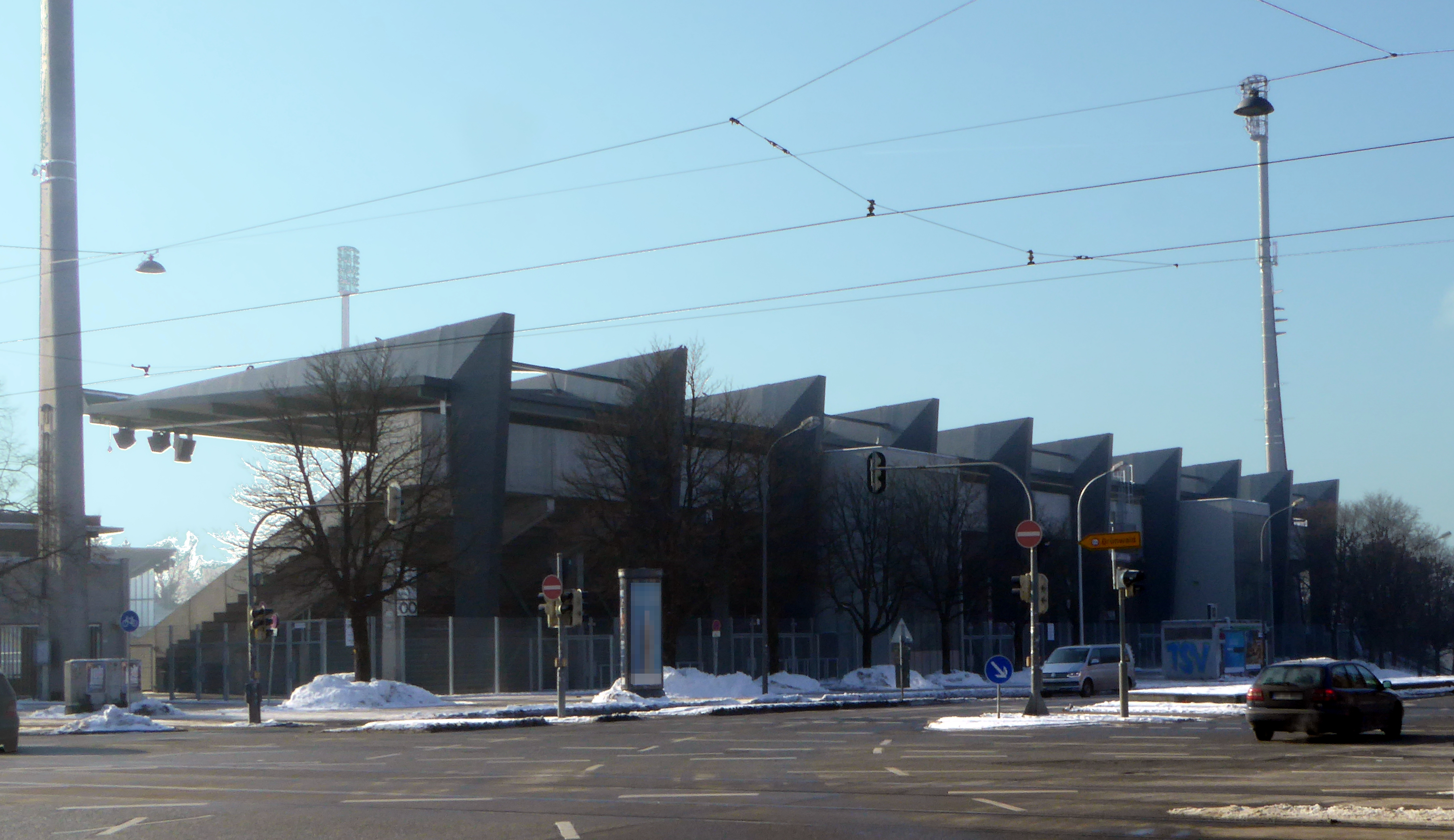
Überdachung Städtisches Stadion an der Grünwalder Straße, München

- 1957–1958: Sozialgebäude, Mannheim[5]
- 1960: Wohnhaus mit Atelier, München-Grünwald
- 1960–1961: Sozialgebäude C. F. Boehringer & Söhne, Mannheim
- 1962: Reihenhäuser, Düsseldorf
- 1966: Pharmazeutische Fabrik C. F. Boehringer & Söhne, Mannheim-Waldhof mit Heinrich Schmitt, Gerd Volker Heene[6]
- 1966–1968: Rathaus Gräfelfing[7]
- 1967–1968: Gemeinschaftshaus Langwasser (verändert)[8][9]
- 1973: Rathaus Taufkirchen[10]
- 1976–1979: Überdachung Städtisches Stadion an der Grünwalder Straße, München

Böninger, Biedermann + Partner:
- um 1973: Wohnanlage, Karlsfeld[11]
- Altenheim, München
- Erweiterung Martin-Kneidl-Grundschule
- Seniorenwohnanlage Rummelsberger Stift, Starnberg
- Fernmeldegebäude, Donauwörth

## Ehrungen und Preise
- 1969: BDA Preise Bayern für Rathaus Gräfelfing[12] und Gemeinschaftshaus Langwasser[13]
- 1981: BDA Preis Bayern für Rummelsberger Stift, Starnberg[14]

Folgendes Bauwerk ist ein Baudenkmal und ist im Bayerischen Landesamt für Denkmalpflege eingetragen:
- seit 2020: Rathaus Gräfelfing ist Baudenkmal von Gräfelfing[15][16]

## Ehemalige Mitarbeiter
- Eberhard Grabow[17]

## Bücher
- Bund Deutscher Architekten (Hrsg.): Architekturführer Bayern. Süddeutscher Verlag, München 1985